# HD176304
HD176304 — хімічно пекулярна зоря спектрального класу B3, що має видиму зоряну величину в смузі V приблизно  6,7.
Вона  розташована на відстані близько 3882,8 світлових років від Сонця.

## Пекулярний хімічний склад
Зоряна атмосфера HD176304 має підвищений вміст 
Si
.